# ネクストシステム
株式会社ネクストシステム（英: NEXT-SYSTEM Co., Ltd.）は、福岡県福岡市に本社を置き、AIをはじめxR（AR,VR,MR）など先端技術を利用した研究・開発を行う日本の企業である。

## 概要
2002年8月にシステム受託開発会社として創業。独自に開発する姿勢推定AI「VisionPose」やARデジタルサイネージ「Kinesys」などを提供する。他にもiOS・Androidアプリケーションの設計・開発、ウェブアプリケーションの設計・開発を行っている。近年は自社製品開発に注力。

## 沿革
- 2002年8月 - 福岡市南区井尻3丁目16番5号に有限会社ネクストシステムを設立(資本金300万円)。システム受託開発の傍ら、パソコン教室「PC-Let's」を起業。
- 2006年5月 - 資本金を1千万円に増資。株式会社ネクストシステムに組織変更。
- 2006年6月 - 福岡市南区井尻3丁目12番33号 アンビエント井尻1Fに事務所を移転
- 2008年9月 - 福岡市南区井尻3丁目12番33号 アンビエント井尻2Fに事務所を移転
- 2013年10月 - 東京オフィス開設
- 2015年7月 - 資本金を5,262万5,000円に増資
- 2019年7月 - 株式会社ブロードリーフと資本業務提携　AI画像認識技術を用いたサービスを共同開発
- 2025年3月 - 代表取締役交代

## 製品一覧
VisionPose（ビジョンポーズ）
従来のKinectや他の深度センサー付きカメラに頼らず、ディープラーニング（深層学習/DeepLearning）を使用し、ウェブカメラ（RGBカメラ）のみで人間の骨格や深度情報を検出するためのシステム。座標系が腰中心で一人のみの認識という制限あり。
Kinesys（キネシス）
Kinectを使った非接触型モーションコントロールシステム。写真や映像だけでなく、モーションセンサーを利用して人の動きを感知・トラッキングし、リアルタイムに映像を変化させる。認証機能を搭載しており利用者の年齢や性別、操作したデータを蓄積する事が可能。
VirtualFashion（バーチャルファッション）
Kinesysの拡張機能の一つで、カメラに写った利用者の体に合わせた衣服のCG（コンピューターグラフィックス）をリアルタイムにフィットさせて動作・表示させ、実際に服を着たようなリアルな仮想試着（バーチャルフィッティング）を体験できるシステム。試着衣服は3DCGではなくカメラで撮った画像データを利用する。

## 事業所
- 福岡本社 - 福岡県福岡市南区井尻3丁目12番33号 アンビエント井尻2F
- 東京オフィス - 東京都渋谷区上原2丁目30番3号 グランマーレ上原6F